# Inte en sparv
Inte en sparv är en psalm vars text är skriven av Britt G Hallqvist. Musik är skriven av Carl-Bertil Agnestig.

## Publicerad i
- Psalmer i 90-talet som nr 879 under rubriken "Gemenskapen med Gud och Kristus"
- Psalmer i 2000-talet som nr 953 under rubriken "Gemenskapen med Gud och Kristus"